# Azuma Morisaki
Azuma Morisaki (森崎 東) 19 de novembre de 1927 – 16 de juliol de 2020) va ser un director de cinema i guionista japonès.

## Carrera
Morisaki va néixer a la prefectura de Nagasaki i es va graduar a la Universitat de Kyoto. Després d'editar la revista de cinema Jidai Eiga, es va unir a l'estudi Shochiku el 1956.
Passant de Kyoto a Ofuna Studio, va escriure guions per a les comèdies de Yoji Yamada i va debutar com a director el 1969 amb Kigeki: Onna wa dokyô. Conegut per la seva comèdia acerba i terrenal, també va dirigir un episodi de la sèrie Otoko wa Tsurai yo. Es va convertir en freelance el 1975, i va continuar fent pel·lícules. El seu darrer llargmetratge, Pekorosu no Haha ni Ai ni Iku (2013), el va dirigir quan tenia 86 anys. Va morir el 16 de juliol de 2020 d'un ictus en un hospital de Chigasaki, Kanagawa.

## Premis
Morisaki va rebre el premi al millor artista nou en la categoria de cinema dels premis d'art Geijutsu Senshō de l'Agència d'Afers Culturals l'any 1970, i després va rebre el premi del Ministre d'Educació al Geijutsu Senshō del 2004. També va rebre un gran premi especial per la seva carrera al 25è Festival de Cinema de Yokohama el 1994. Pekorosu no Haha ni Ai ni Iku va ser seleccionada com la millor pel·lícula del 2013 a les enquestes de crítica realitzades per les revistes Kinema Junpo i Eiga Geijutsu.

## Filmografia selectiva
- Kigeki: Onna wa dokyô (1969)
- Otoko wa tsurai yo: Fûten no Tora (1970)
- Nora inu (1973)
- Jidai-ya no nyobo (1983)
- Location (1984)
- Ikiteru uchiga hana nanoyo shin-dara sore madeyo to sengen (1985)
- Hei no naka no korinai menmen (1987)
- On'na sakasemasu (1987)
- Tsuribaka nisshi supesharu (1994)
- Oishinbo (1996)
- Rabu retâ (1998)
- Niwatori wa hadashi da (2004)
- Pekorosu no Haha ni Ai ni Iku (2013)